# Sitio hipersensible a DNasa I

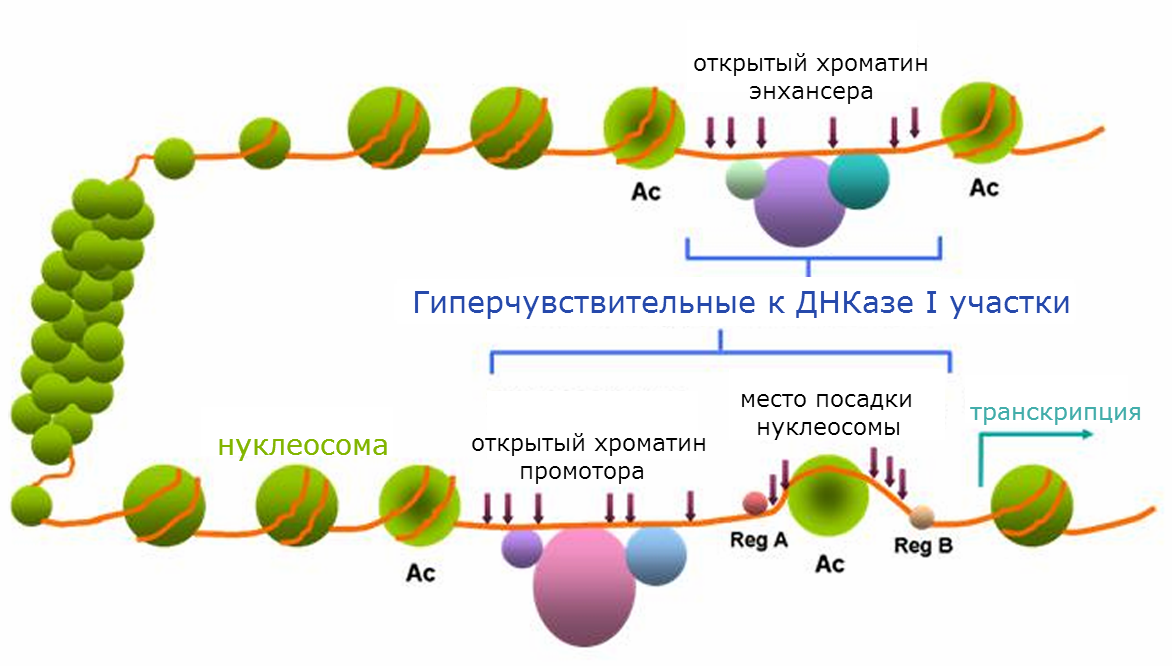
Sitios hipersensibles a la DNasa I dentro de la cromatina.

Un sitio hipersensible a DNasa I (en inglés: DNase I Hypersensitive Site (DHS)) es una pequeña región de la cromatina sensible a la acción de la enzima DNasa I. En estas regiones concretas del genoma, la cromatina pierde su estructura condensada y expone el DNA, es decir, son zonas accesibles de la cromatina, por lo tanto aumenta la sensibilidad del DNA a ser degradado por enzimas como la DNasa I. Estas zonas de cromatina accesible están relacionadas con la actividad transcripcional, y se ha visto que para la remodelación que sufre la cromatina se necesitan proteínas que unen DNA, como son los factores de transcripción.
De este modo, desde el descubrimiento de los DHS hace 30 años, se han utilizado estos como marcadores del DNA regulador, lo que ha sido la base del descubrimiento de todas las clases de elementos cis-reguladores, que incluyen: promotores, potenciadores, aislantes, silenciadores y regiones de control del locus.

## Análisis masivo
El proyecto ENCODE se propuso realizar una cartografía completa de los DHS en el genoma humano y así poder catalogar el DNA regulador humano.
Los DHS marcan regiones transcripcionalmente activas del genoma. Esta actividad transcripcional tiene una marcada selectividad celular. Por eso, se usaron en este estudio 125 tipos celulares humanos distintos para poder abarcar todas las regiones activas. De este modo, mediante la técnica de secuenciación masiva se obtuvieron los perfiles de DHS de cada tipo celular. Mediante el análisis de los datos se identificaron casi 2,9 millones de DHS distintos. El 34% eran específicos de un tipo celular, y solo una pequeña minoría (3.692) se detectó en todos los tipos celulares. También se pudo comprobar que tan solo el 5% de los DHS se encontraban en regiones TSS (del inglés, Transcriptional Start Sites) y el 95% restante representaban DHS distales, repartidos de manera uniforme entre regiones intrónicas e intergénicas. Estos datos nos dan una idea de la gran complejidad reguladora de la expresión génica en el genoma humano y la cantidad de elementos que controlan esta regulación.

## Herramienta para el ADN regulador
El estudio de los perfiles de DHS, combinado con otras técnicas, permite realizar estudios sobre el aspecto del DNA regulador humano.
- Factores de transcripción: Mediante la técnica de ChIP-Seq se determinaron los sitios de unión al DNA de un cierto grupo de factores de transcripción, lo que se comparó con los perfiles de DHS. Los resultados confirmaron una alta correlación, lo que nos indica que la unión coordinada de ciertos factores está implicada en la remodelación y accesibilidad de la cromatina.

- Metilación del DNA: Se ha vinculado estrechamente la metilación en citosinas en islas CpG con el silenciamiento génico. Esta metilación provoca un reordenamiento en la cromatina, condensándola e inactivándola transcripcionalmente. Se ha visto que las islas CpG metiladas en el interior de los DHS impiden la asociación de los factores de transcripción con el DNA, inhibiendo su accesibilidad. Se ha demostrado que cuando hay poca cantidad del factor de transcripción las secuencias de DNA a las que se une sufren metilación pasiva, produciéndose una regulación negativa de la expresión.

- Marca promotora de la cromatina: La modificación postraduccional de metilación de la histona H3 (H3K4me3) está relacionada con la activación transcripcional. Esta modificación se localiza en los nucleosomas adyacentes al sitio de inicio de la transcripción, relajando la estructura de la cromatina. Por este motivo, esta modificación histónica se usa como marcador de promotores, utilizándose para catalogar estos elementos en el genoma humano.

- Interacciones promotor/potenciador: Algunos elementos cis-reguladores distales, como son los potenciadores, se encargan de modular la actividad de los promotores. Por este motivo, los cis-reguladores distales están activamente sincronizados con su promotor en aquellas líneas celulares en las que está activa la expresión del gen que controlan. Usando los perfiles de DHS se buscaron correlaciones entre los DHS para identificar estas interacciones promotor/potenciador. Así se llegó a un mapa de potenciadores candidatos que controlan la expresión de genes específicos.

Los datos obtenidos se validaron con la técnica 5C (chromosome conformation capture carbon copy). Esta técnica se basa en la asociación física que existe entre el promotor y los potenciadores, determinando aquellas regiones de la cromatina que entran en contacto en las interacciones promotor/potenciador.
Se comprobó que la mayoría de los promotores estaban relacionados con más de un potenciador, lo que indica la existencia de una compleja red de regulación para la inmensa mayoría de los genes. Sorprendentemente, también se halló que aproximadamente la mitad de los elementos potenciadores se encontraban asociados a más de un promotor. Este descubrimiento, muestra que el sistema cis-regulador humano es mucho más complejo de lo que se pensó en un principio.
El número de elementos cis-reguladores distales conectados a un promotor proporciona una medida cuantitativa de la complejidad reguladora de un gen. De esta manera, se determinó que los genes humanos con mayores interacciones con DHS distales, y por lo tanto con una regulación más compleja, correspondía a aquellos genes relacionados con funciones del sistema inmune. Esto nos indica que las señales ambientales procesadas por el sistema inmune y su alta complejidad celular están codificadas directamente en la arquitectura cis-reguladora de sus genes constituyentes.